# Appenninica (pecora)
L'Appenninica è una razza di pecore italiana. Razza rustica allevata un tempo per la produzione di latte, carne e lana, è oggi allevata per la sua carne. Si adatta a diversi ambienti e a clima e terreni sfavorevoli.

## Storia
Si è sviluppata lungo la dorsale appenninica a partire da popolazioni autoctone ma eteromorfe.
La razza che oggi viene definita appenninica è diversa da quella originariamente selezionata: infatti, la razza ha continuato ad essere sviluppata per migliorare la quantità e la qualità della carne, incrociando l'appenninica con arieti di altre razze italiane, come la Bergamasca, o straniere, come l'Ile de France, la Berichonne du Cher e altre.

## Nomi locali
Localmente la razza è stata declinata secondo altri nomi: abbiamo quindi la pecora di Barisciano, la Casentinese, la pecora delle Crete, la Pagliarola, la Pomarancina, la Perugina del Piano, la Senese, la Toscana, la pecora Vissana, e altre.

## Diffusione
Si contano circa 250.000 capi in Italia (dati 2002), allevati nelle province di Arezzo, Firenze, Forlì, Grosseto, L'Aquila, Pisa, Perugia, Pesaro, Pescara, Rieti, Siena, Teramo, Terni e Viterbo.

## Aspetto
La testa, dal profilo rettilineo o appena arcuato, è proporzionata e priva di corna. La taglia è medio-grande.

## Produzione
Gli agnelli alla nascita pesano circa 4–5 kg, dopo un mese e mezzo arrivano a 16–18 kg, dopo 100 giorni sono sui 26–30 kg.
I maschi arrivano circa a 52 kg, le femmine sui 40 kg.
Secondariamente, viene usata anche la lana, grossolana ma di discrete quantità: i maschi producono 2,5 kg di lana mentre le femmine 1,5 kg.